# Бар-сюр-Об
Бар-сюр-Об (фр. Bar-sur-Aube) — коммуна во Франции, в регионе Шампань — Арденны, департамент Об. Население составляет 5345 человек (2009).
Коммуна расположена примерно в 190 км восточнее Парижа, в 85 км южнее города Шалон-ан-Шампань, в 50 км к югу от Труа.
Его жителей называют баральбенами (фр. les Baralbins), наряду с более обычным названием жители Бар-сюр-Об (фр. Bar-sur-Aubois).

## География
Коммуна расположена в окружении виноградников и холмов. Через город протекает река Об, давшая ему, соответственно, название.

## История
История города Бар-сюр-Об восходит к античности. В V веке город был разрушен варварами, под главенством Аттилы. В IX веке при Карле II Лысом выпускались монеты, на обратной стороне которых упоминался город.
В 1814 году около города состоялось сражение между русско-баварскими войсками и французской армией, в ходе которого французская сторона потерпела поражение.

## Экономика
В 2007 году среди 3448 человек в трудоспособном возрасте (15—64 лет) 2452 были активны, 996 — неактивны (показатель активности — 71,1 %, в 1999 году — 73,1 %). Из 2452 активных человек работало 2053 (1080 мужчин и 973 женщины), безработных было 399 (201 мужчина и 198 женщин). Среди 996 неактивных 267 человека были учениками или студентами, 328 — пенсионерами, 401 был неактивным по другим причинам.
В 2008 году в коммуне числилось 2499 обложенных домохозяйств, в которых проживали 5227 лиц, медиана доходов составляла 15 219 евро на одно лицо хозяйства.

## Город-побратим
- Гернсхайм (с 1976 года)

## Известные уроженцы
- Бертран де Бар-сюр-Об — старофранцузский трувер.
- Морис Эммануэль — французский композитор и музыкальный педагог.